# 埃斯特雷马杜拉体育联盟
埃斯特雷马杜拉体育联盟（西班牙語：Extremadura Unión Deportiva）是一家位于西班牙埃斯特雷马杜拉自治区阿尔门德拉莱霍市的足球俱乐部，成立于2007年。球队主场是可以容纳11,580人的弗朗西斯科·德拉埃拉球场。
在2018年的西班牙足球乙二级联赛升级附加赛决赛中，埃斯特雷马杜拉以两回合1–0的总比分战胜卡塔赫纳，队史首次升上西乙联赛。